# Uchówka zajęcza

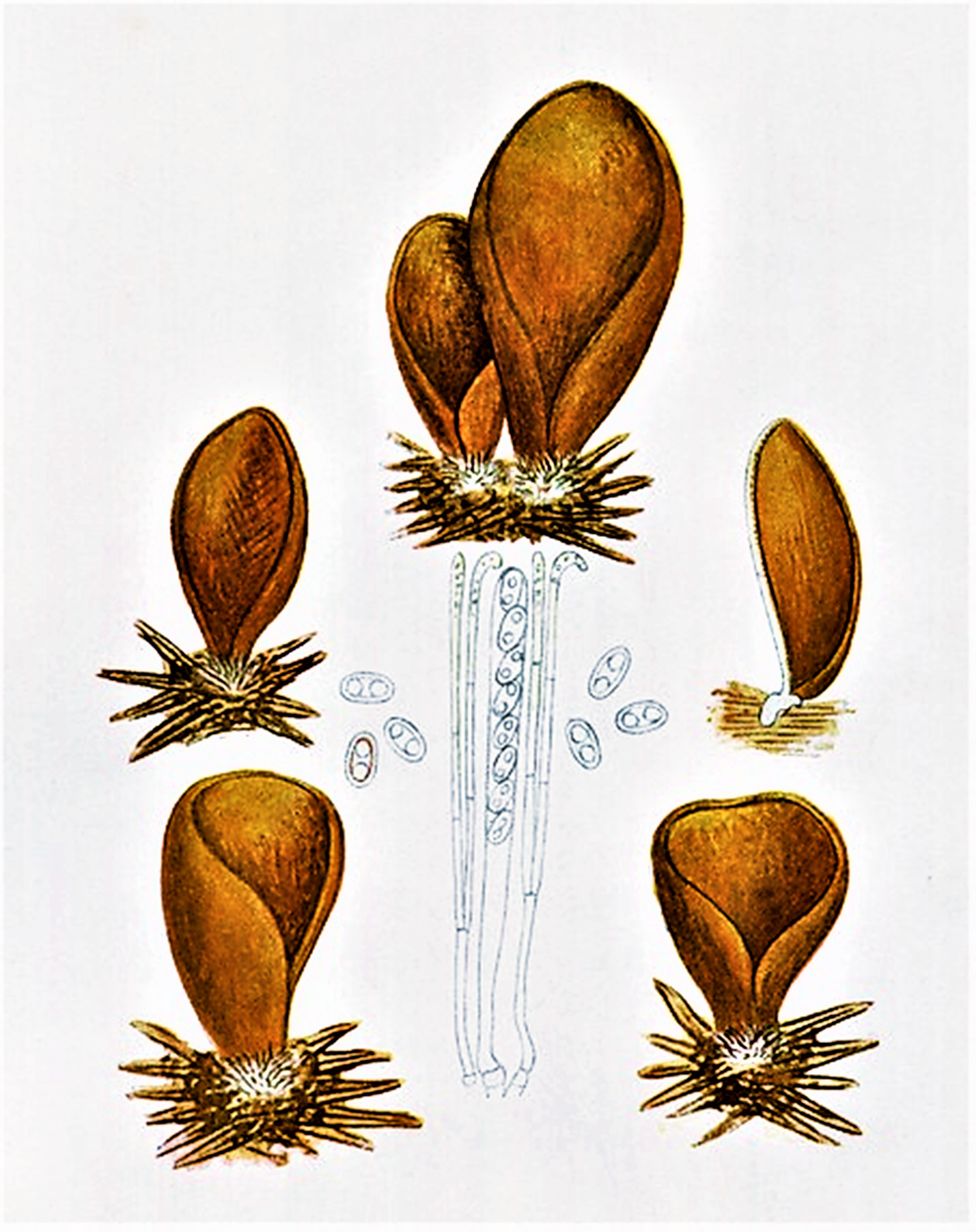

Uchówka zajęcza (Otidea leporina (Batsch) Fuckel) – gatunek grzybów należący do rodziny uchówkowatych (Otideaceae).

## Systematyka i nazewnictwo
Pozycja w klasyfikacji według Index Fungorum: Otidea, Otideaceae, Pezizales, Pezizomycetidae, Pezizomycetes, Pezizomycotina, Ascomycota, Fungi.
Po raz pierwszy opisał w 1783 r. August Johann Georg Karl Batsch, nadając mu nazwę Peziza leporina. Obecną, uznaną przez Index Fungorum nazwę nadał mu w roku 1870 Leopold Fuckel.
Ma 11 synonimów. Niektóre z nich:
- Aleuria leporina (Batsch) Gillet 1879
- Helvella leporina (Batsch) Franchi, L. Lami & M. Marchetti 1999[2].

Polska nazwa według M.A. Chmiel.

## Morfologia
Owocnik
Typu apotecjum o średnicy 0,4–2,5 cm, wysokości 1,7–5,2 cm, kształcie ucha na trzonku, lub bez trzonka. Powierzchnia wewnętrzna (hymenialna) w stanie świeżym żółtawobrązowa, cynamonowo-brązowa, blado ochrowo-brązowa do pomarańczowo-brązowej, czasami w młodym wieku ciemnobrązowa, po wyschnięciu cynamonowo-brązowa do rdzawo-brązowej. Brzeg pomarańczowo-brązowy. Powierzchnia zewnętrzna ochrowo-brązowa, higrofaniczna, po wyschnięciu jaśniejsza, ochrowo-brązowa, po wysuszeniu żółtawobrązowa, aksamitna do drobno brodawkowatej, rzadko pomarszczona u podstawy. Brodawki stożkowe do spłaszczonych, gęste, tej samej barwy co tło, czasem ciemniejsze, złotobrązowe. Trzon 4–15 × 2–8 mm, u podstawy z obfitą grzybnią o barwie od białej do kremowej. Smak gorzki.
Cechy mikroskopowe
Worki 170–215 × 9–10,5 μm. Askospory szeroko elipsoidalne, czasem nierównoboczne, z dwoma dużymi gutulami, gładkie, szkliste (12–)12,5–14(–15) × 7–8,5 μm, Qm = 1,6 –1,8. Wstawki zakrzywione lub haczykowate, tej samej szerokości lub nieco powiększone na wierzchołkach, o szerokości 2,5–4 μm, bez nacięć lub z 1–3 niskimi nacięciami, rzadko rozwidlone na wierzchołkach, w stanie świeżym zawierają małe, załamujące światło, jasnożółte gutule; po wysuszeniu małe, refrakcyjne, hialinowe granulki. Subhymenium o grubości 80–100 µm z gęstą teksturą intricata, widoczne jako pomarańczowo-brązowa ciemniejsza strefa zbudowana z cylindrycznych lub napęczniałych komórek. Wypustki tekstury intricata o grubości 300–550 μm, czasami zróżnicowane na dwa rodzaje. Powierzchnia z szeroko stożkowatymi brodawkami o wysokości 50–85 μm. Grzybnia u podstawy zbudowana ze strzępek o szerokości 3–4,5(–6) µm, szklistych do jasnobrązowych, nie zmieniających barwy w KOH, gładkich lub z bardzo małymi, regularnie ułożonymi, sferoidalnymi, bladobrązowymi, żywicznymi wydzielinami.
Gatunki podobne
Uchówka zajęcza charakteryzuje się brązowymi owocnikami w kształcie ucha, mikroskopowo stosunkowo szerokimi zarodnikami, które są prawie unikalne w obrębie Otidea. Otidea brunneoparva ma podobne zarodniki, ale różni się od O. leporina ciemniejszymi, brązowymi owocnikami i silnie karbowanymi wstawkami. Inne gatunki Otidea, które makroskopowo przypominają O. leporina, odróżniają się wielkością i kształtem zarodników.

## Występowanie i siedlisko
Najwięcej stanowisk uchówki zajęczej podano w Europie, poza nią występuje w Ameryce Północnej, Środkowej i Południowej i Azji. Prawdopodobnie jest najczęściej spotykanym gatunkiem uchówek w borealnych lasach Europy. W Polsce M.A. Chmiel z 2006 r. przytoczyła liczne stanowiska, w późniejszych latach podano wiele nowych, najbardziej aktualne podaje internetowy atlas grzybów. Znajduje się w nim na liście gatunków zagrożonych, wartych objęcia ochroną.
Grzyb naziemny, prawdopodobnie ektomykoryzowy.